# Алексы Тихого (станция скоростного трамвая)
«Алексы Тихого» (укр. «Олекси Тихого») — станция линии скоростного трамвая в Киеве, расположена между станциями «Индустриальная» и «Политехническая». Открыта в 70-е годы XX века под названием «Полевая», по соседней улице.
В подземном переходе станции был размещен рельеф на военную тематику, демонтирован в ходе реконструкции 2010 года. В октябре 2010 была завершена реконструкция подземного перехода станции. На отремонтированных стенах были выполнены разноцветные рисунки в стиле граффити. В свою очередь, эти рисунки были удалены во время реконструкции 2011 года.
10 октября 2008 года участок «Политехническая» — «Ивана Лепсе» закрыт на реконструкцию. Станция планировалась к открытие 16 октября 2010 года, но не была открыта из-за неготовности станции принимать пассажиров. Открытие станции для пассажиров состоялось 25 октября 2010 года .
С 7 декабря 2010 по 17 января 2011 года была закрыта на реконструкцию.
В конце 2017 была реконструирована ещё раз, в синем цвете с заменой всей отделки. Фонари заменили на светодиодные. Новая отделка первой намекнула на будущее переименование «Ивана Лепсе» в «Вацлава Гавела».
В марте 2020 переименовали станцию — по  другой соседней улице (бывшей Выборгской). На январь 2021 новое название подтверждено только информационными экранами и автоинформатором. Постоянные надписи на этой и соседних станциях не изменились.

## Галерея

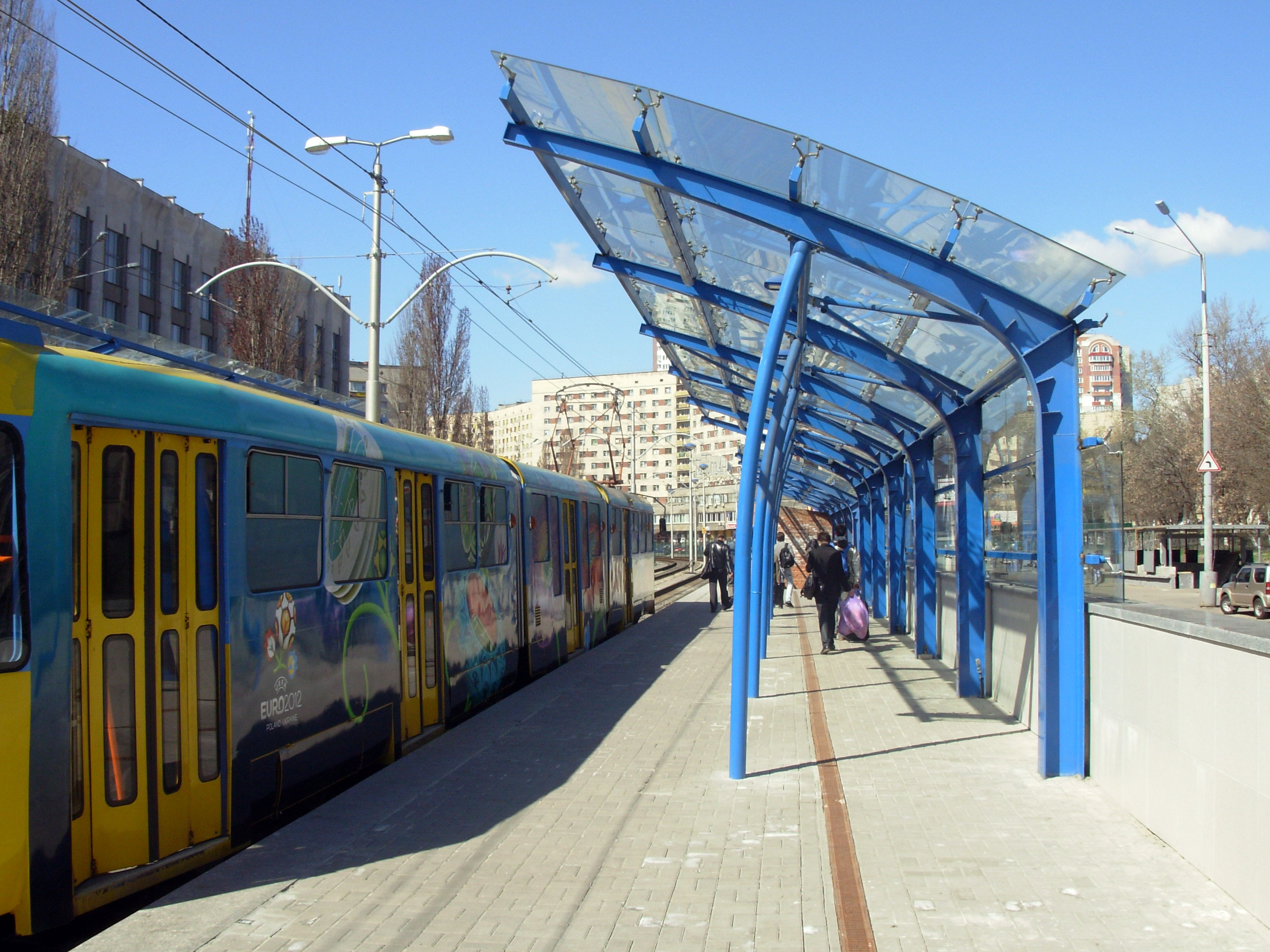
Посадочная платформа
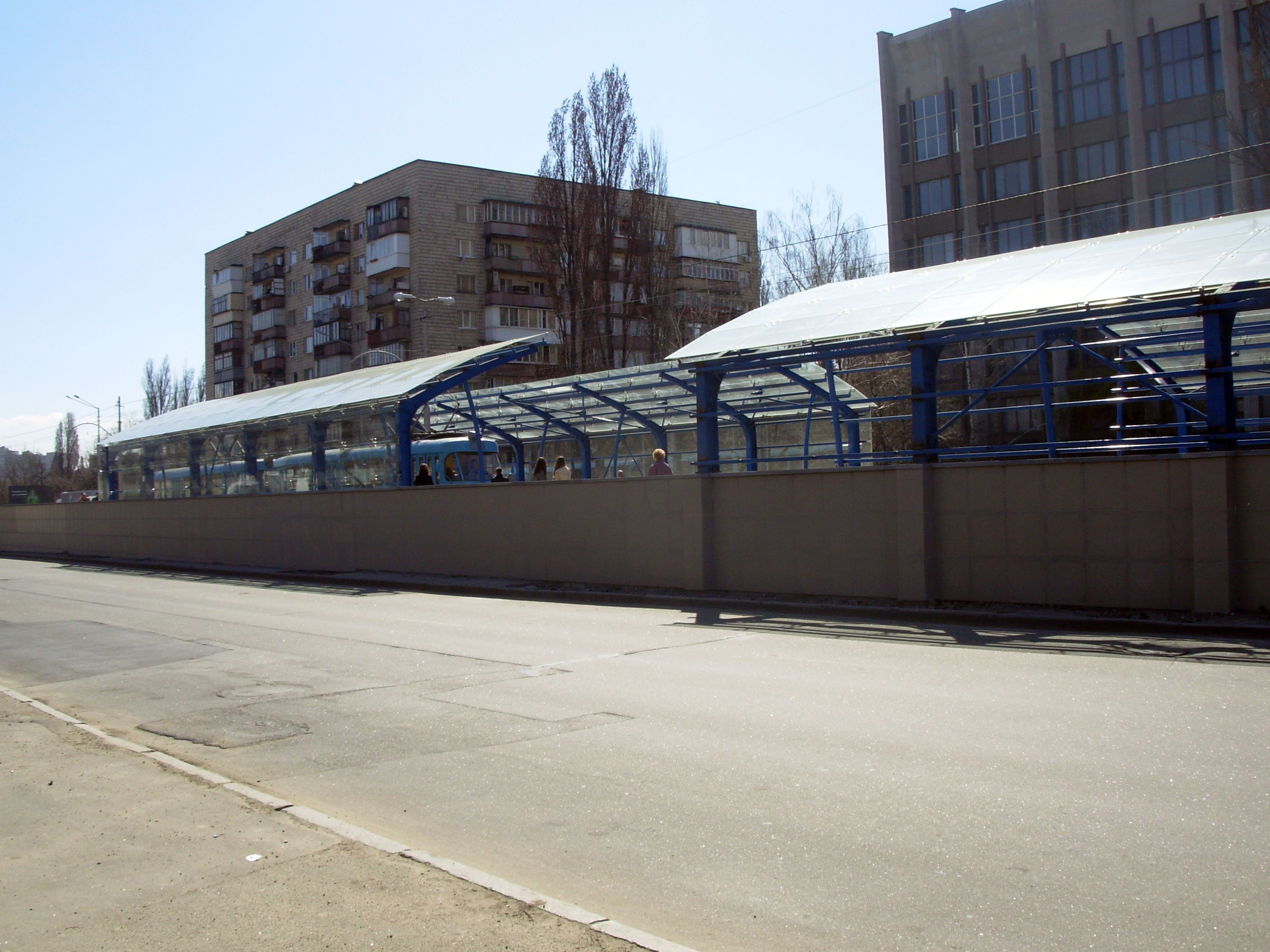
Вид на станцию снаружи
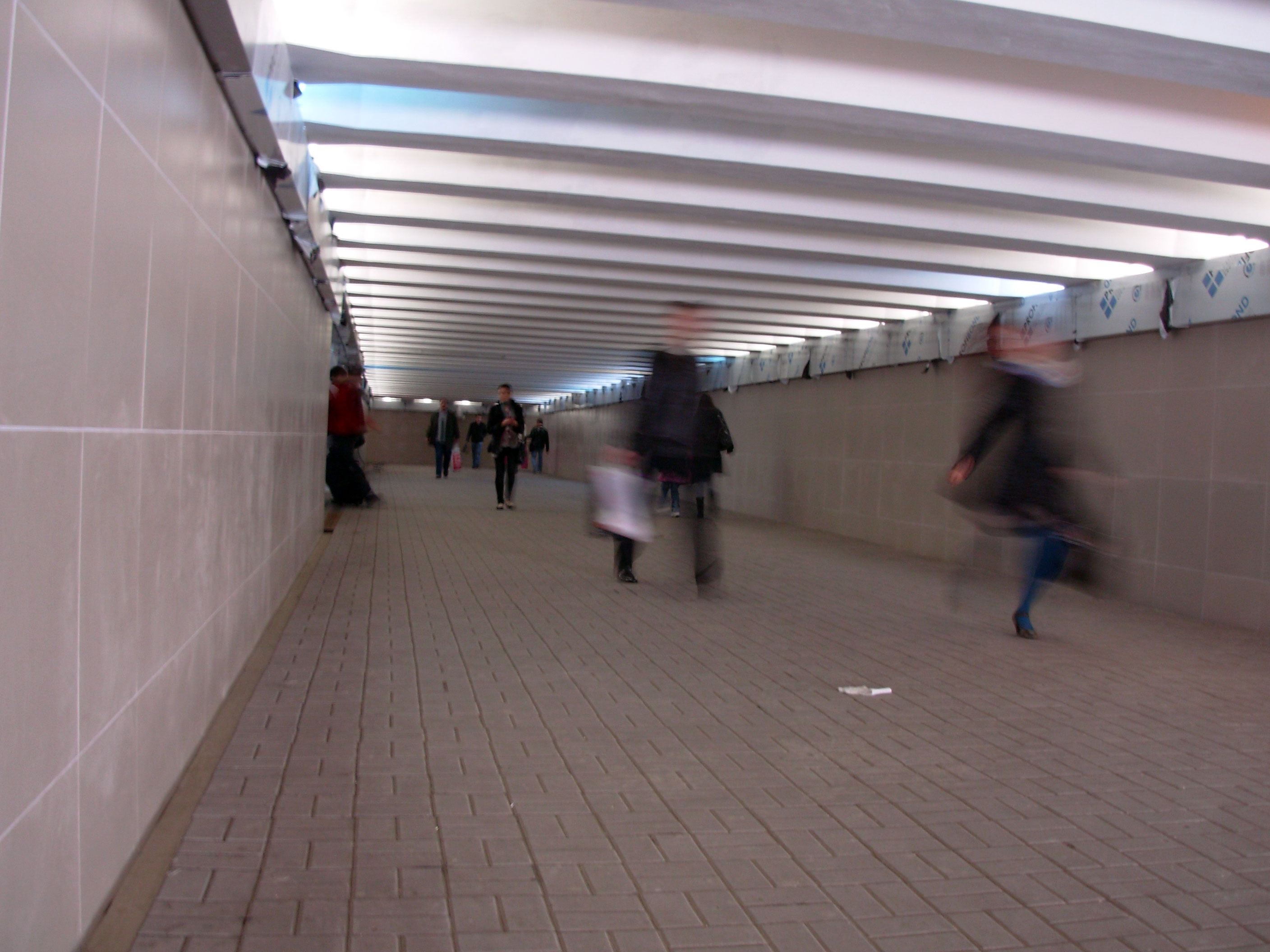
Подземный переход станции
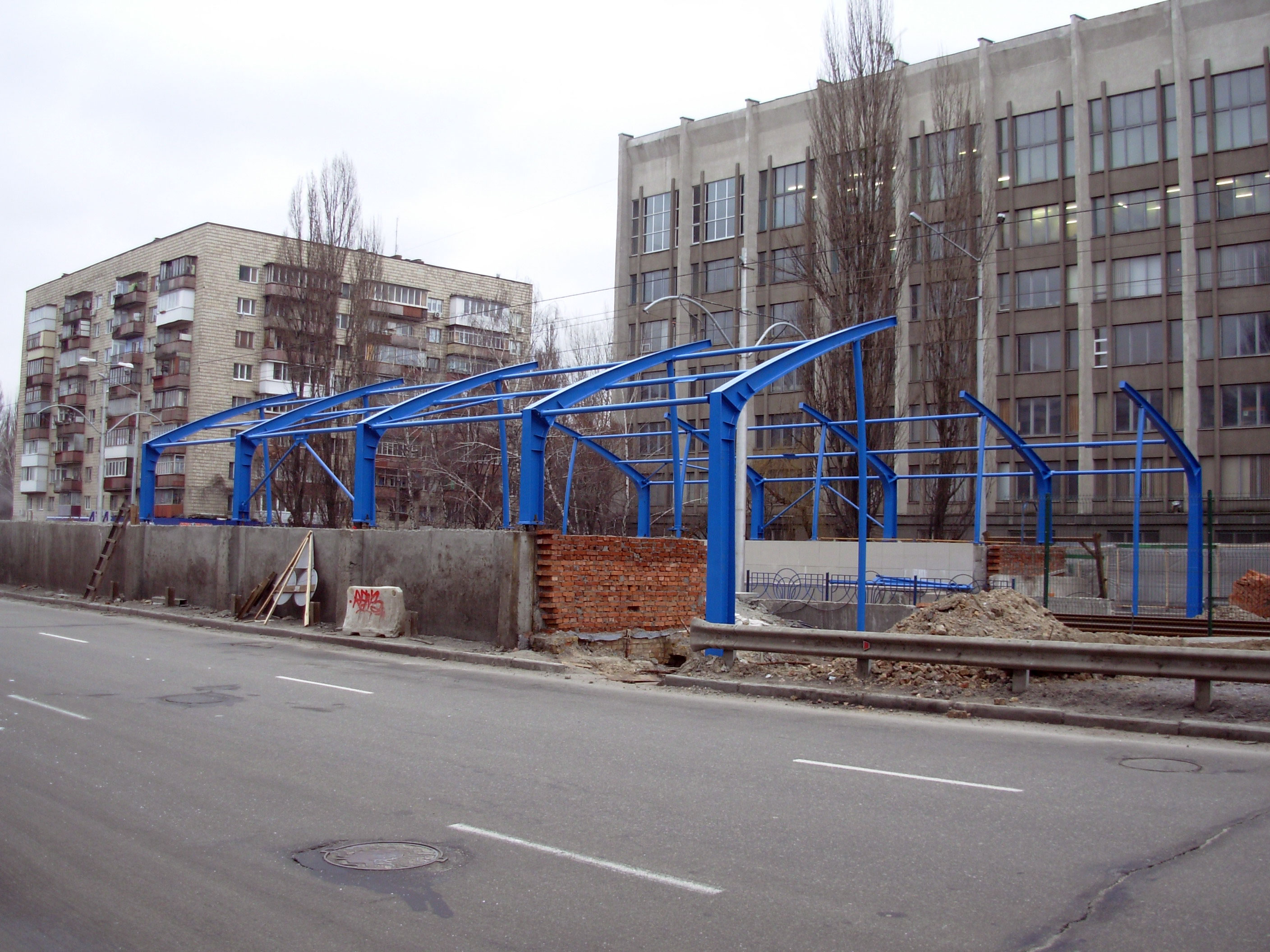
Реконструкция станции, декабрь 2010
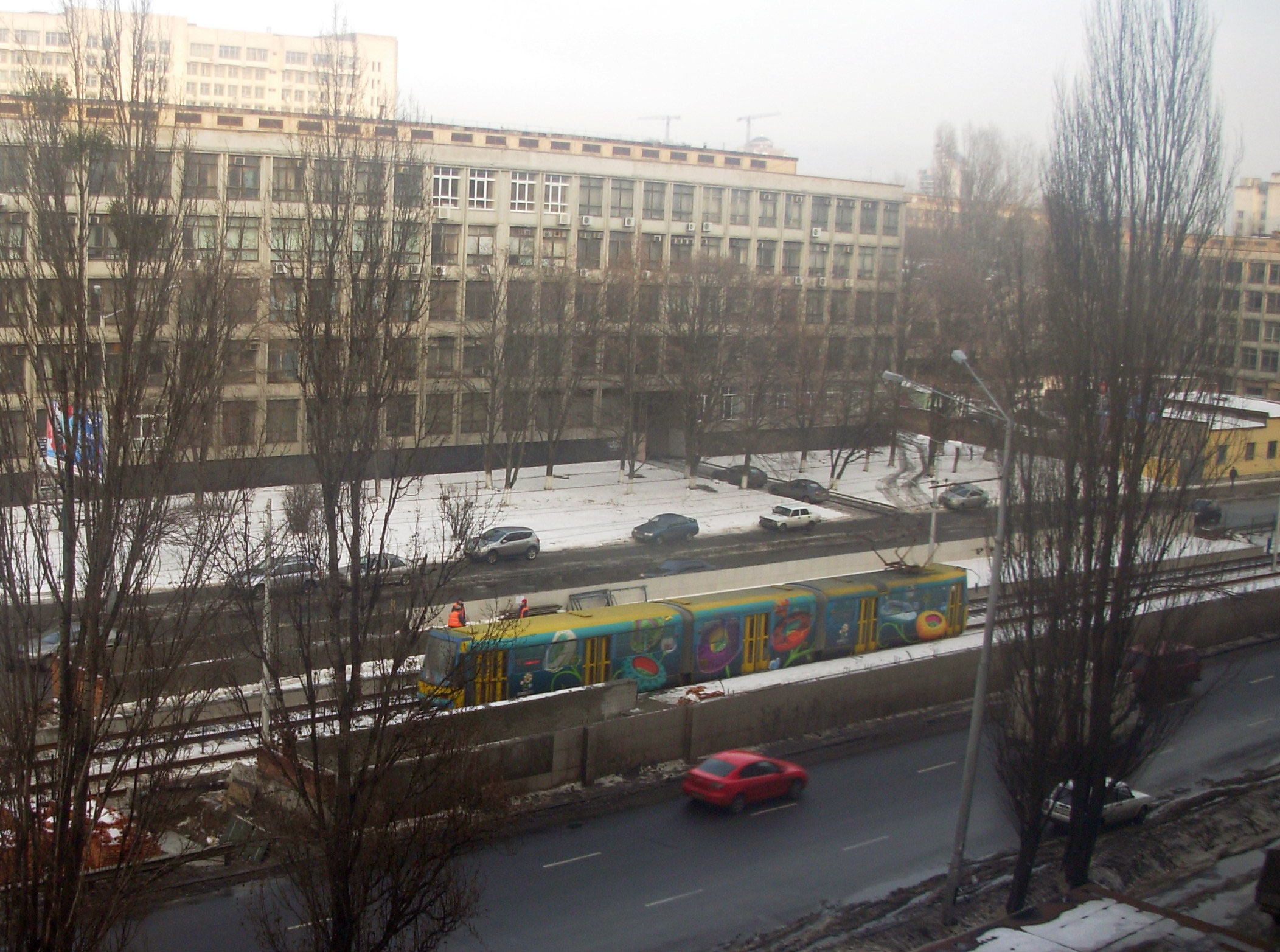
Вид на станцию сверху во время реконструкции, декабрь 2010
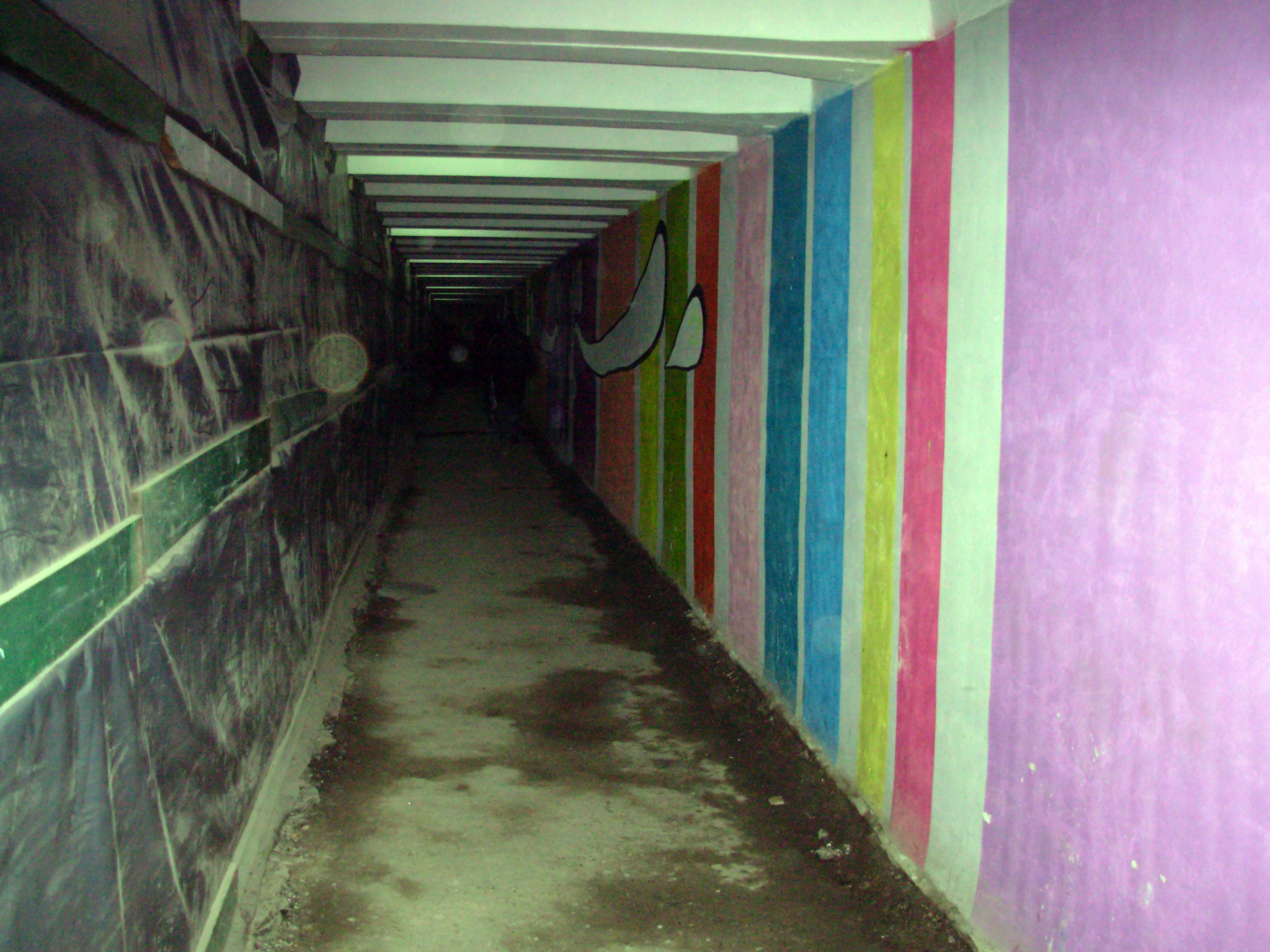
Пешеходный переход во время реконструкции, декабрь 2010
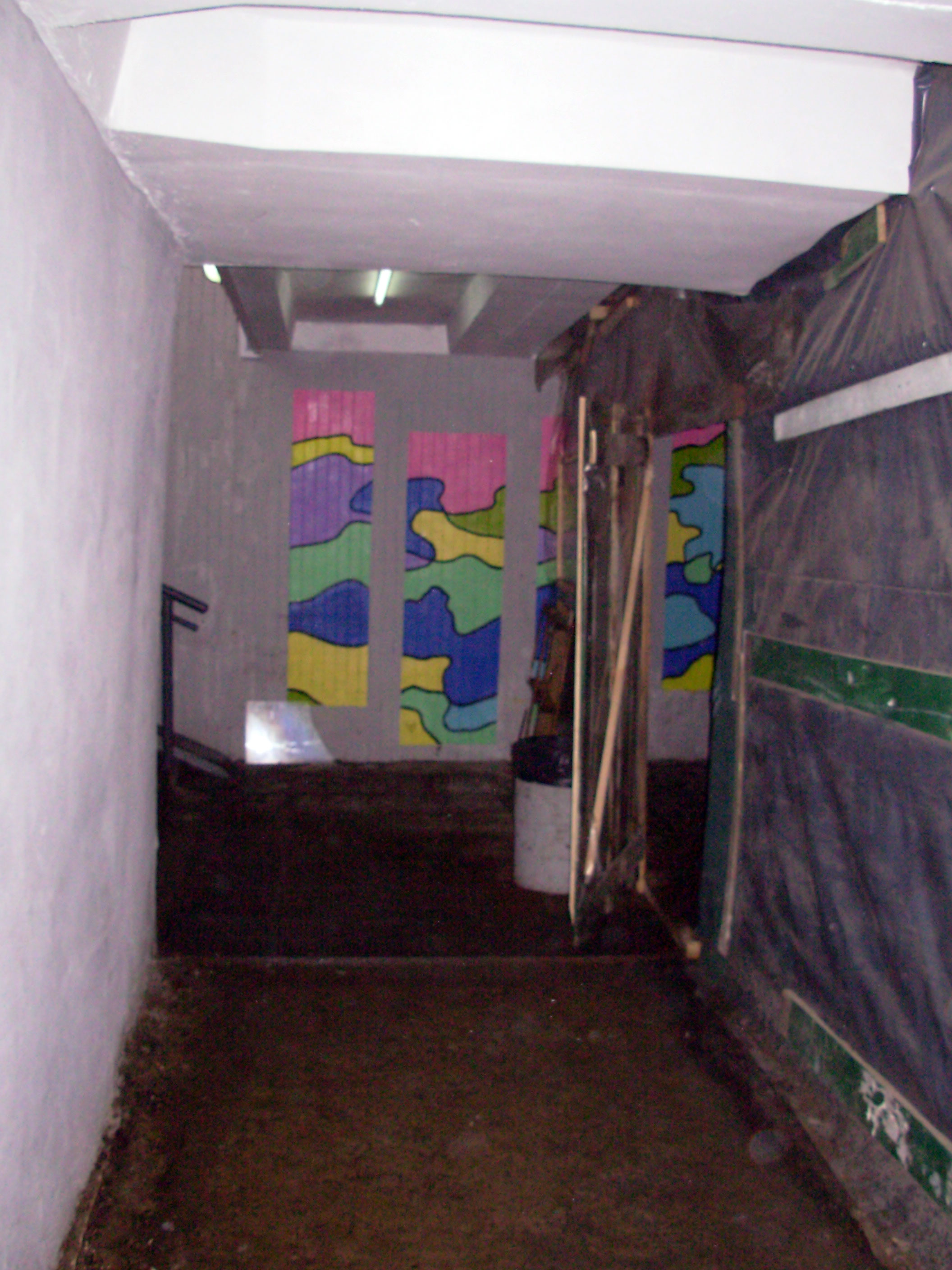
Пешеходный переход во время реконструкции, декабрь 2010
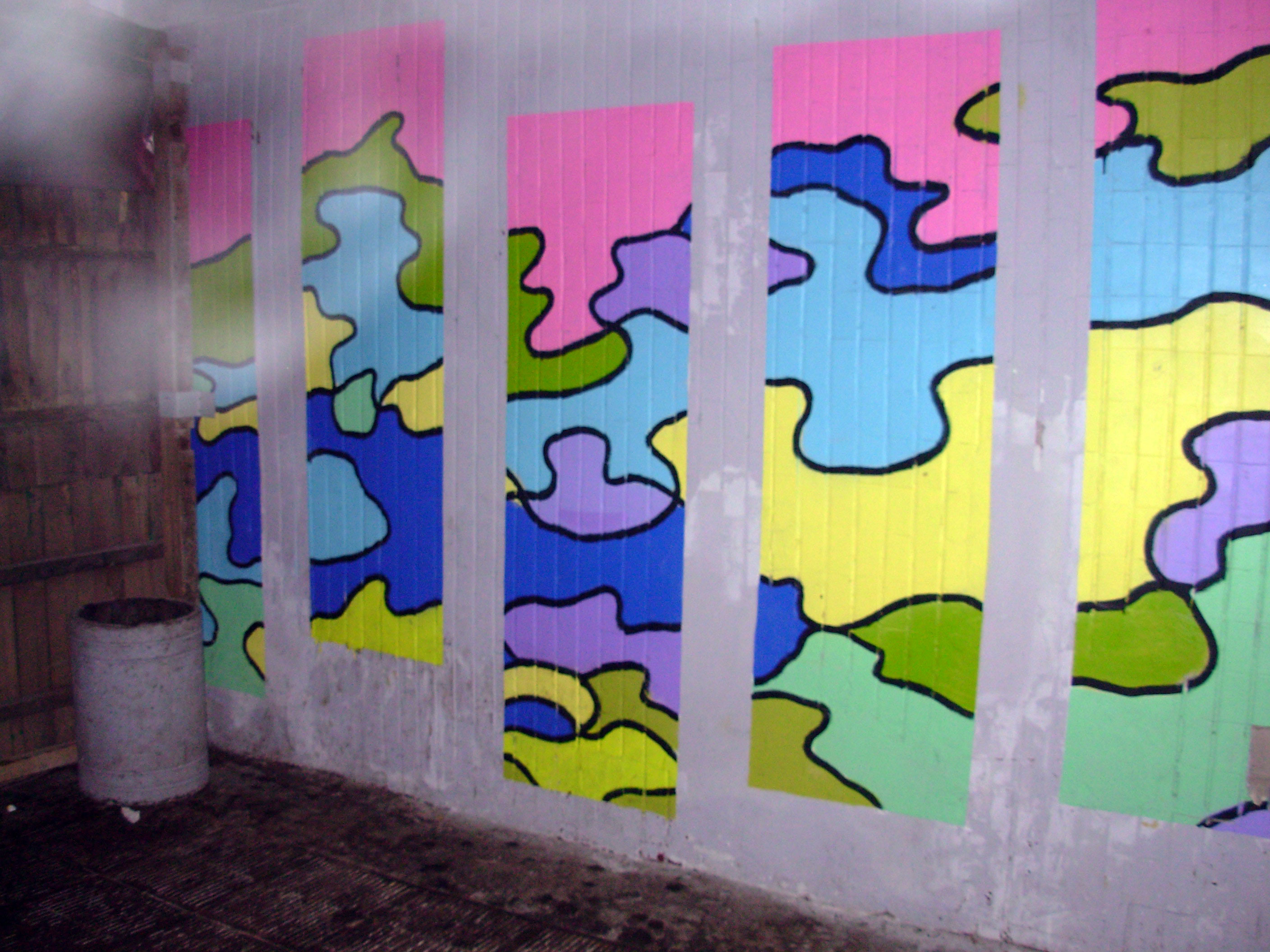
Пешеходный переход во время реконструкции, декабрь 2010
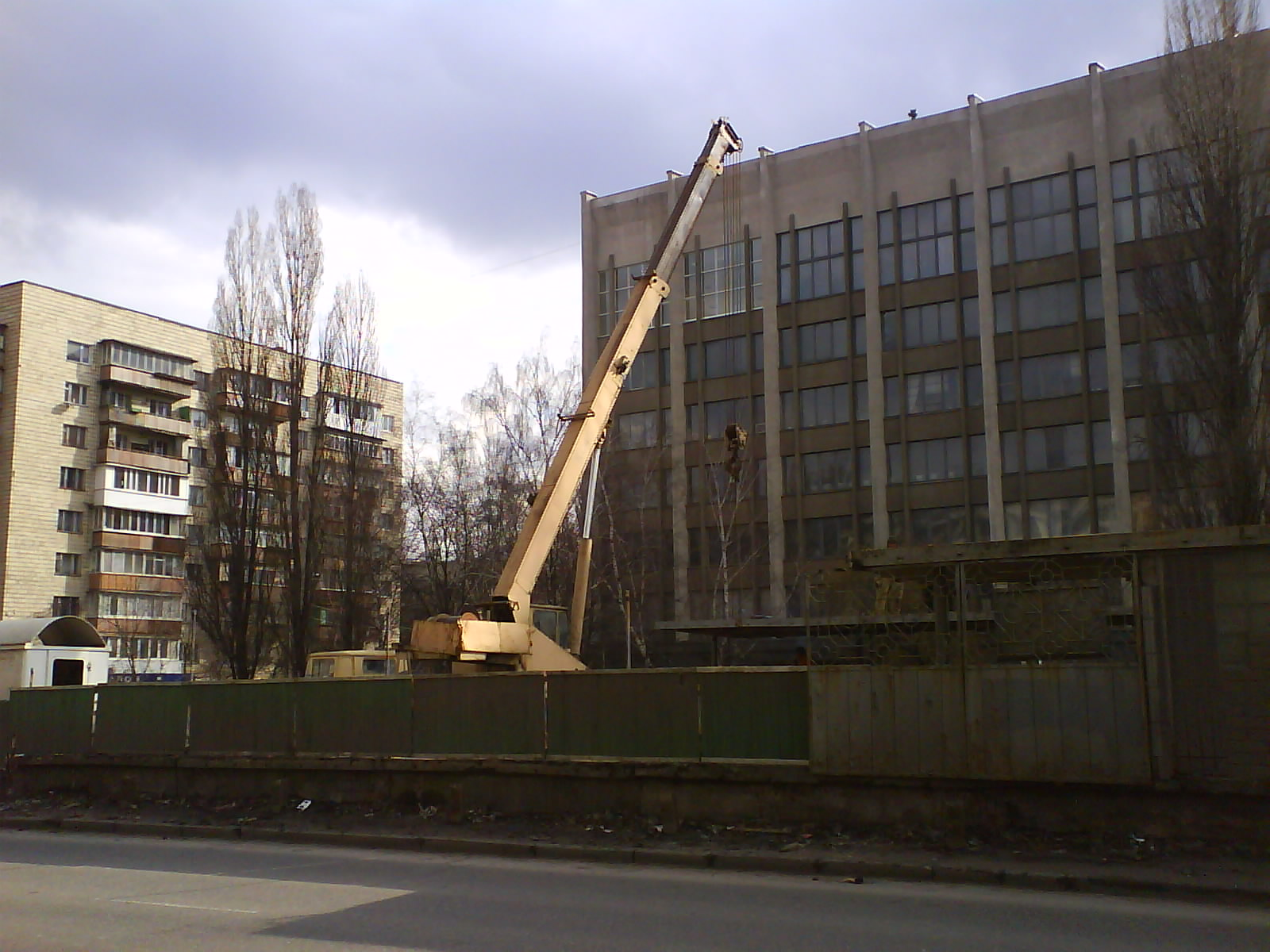
Реконструкция станции, 2009
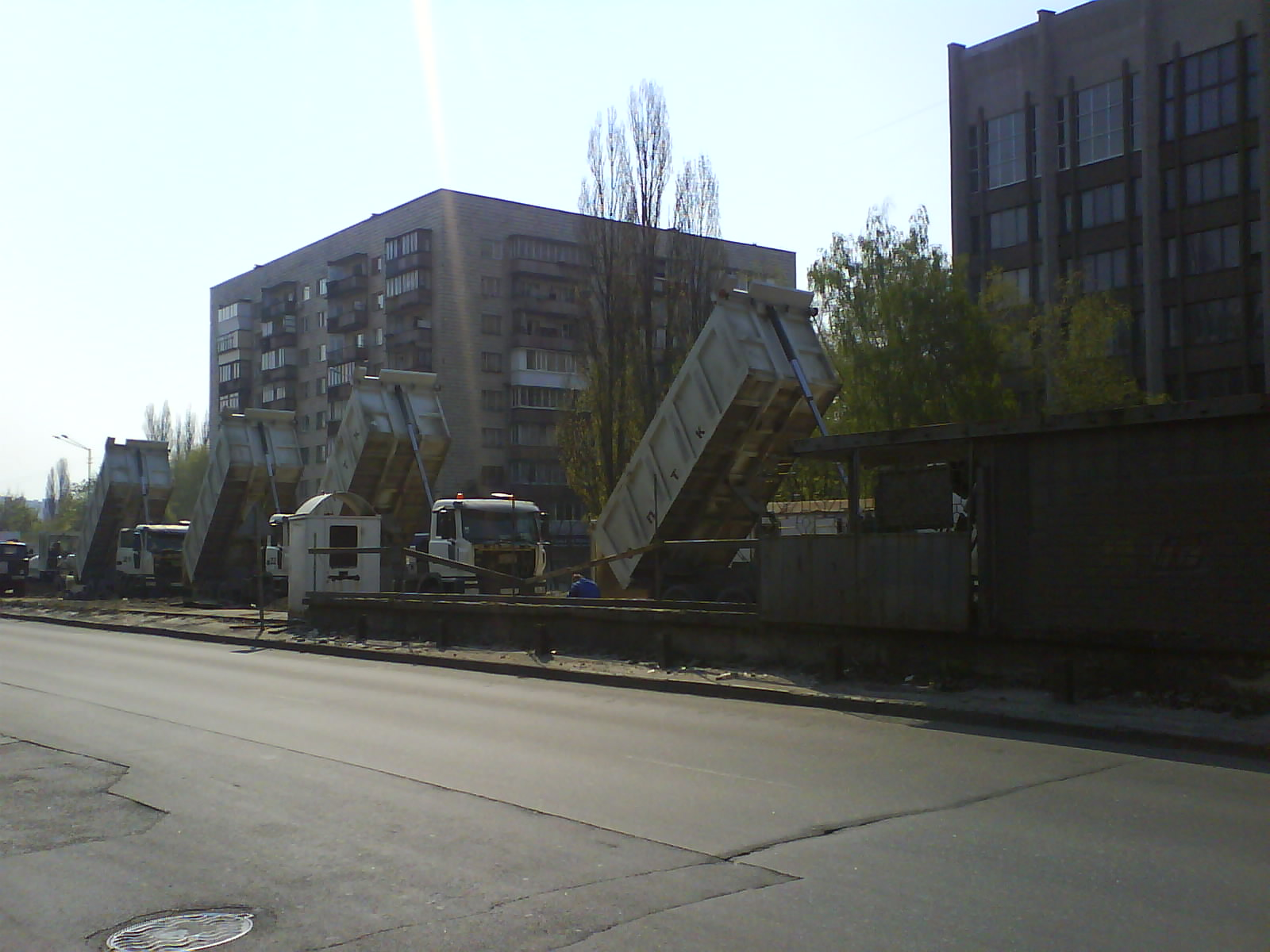
Реконструкция станции, 2009
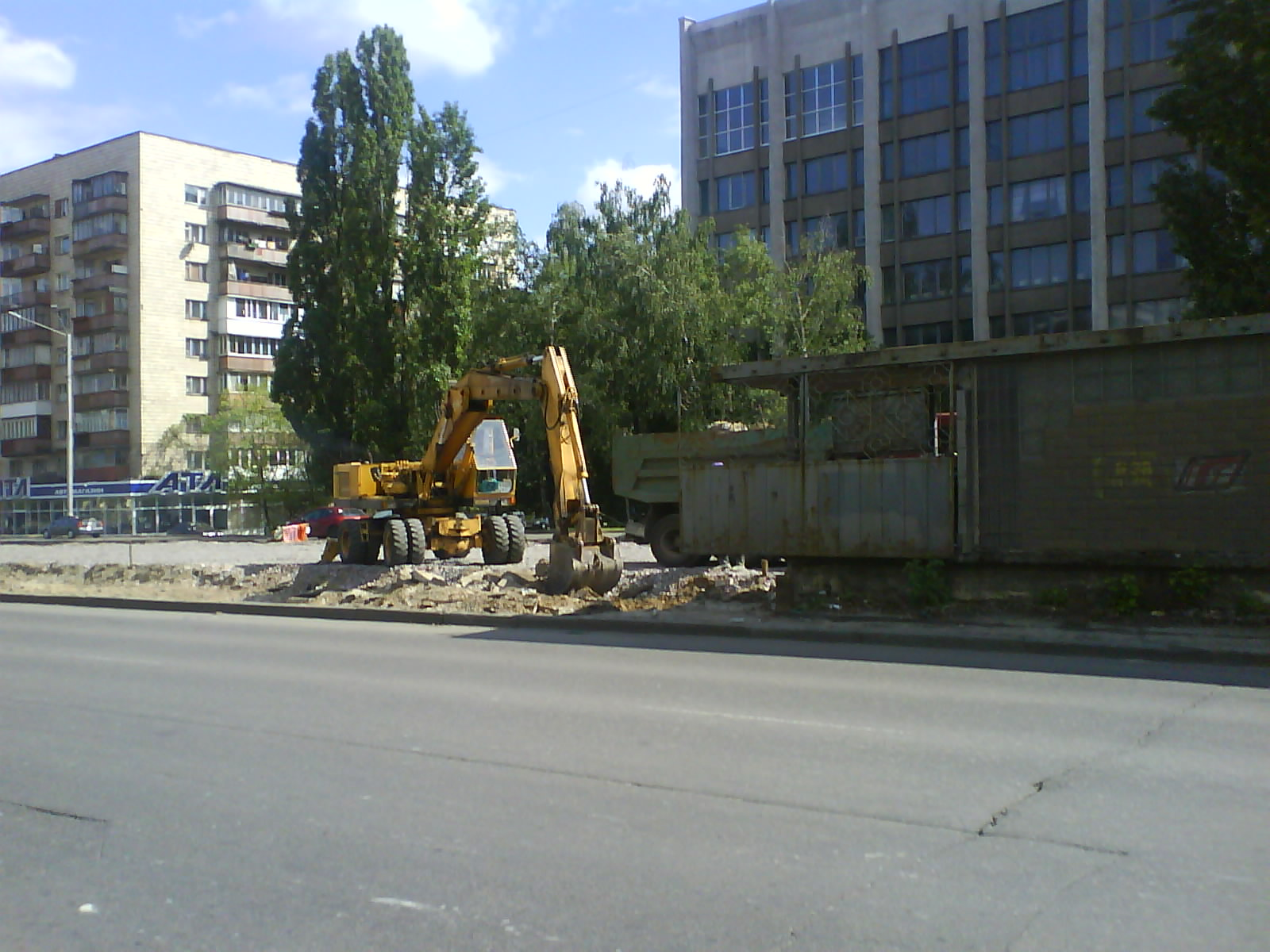
Реконструкция станции, 2009
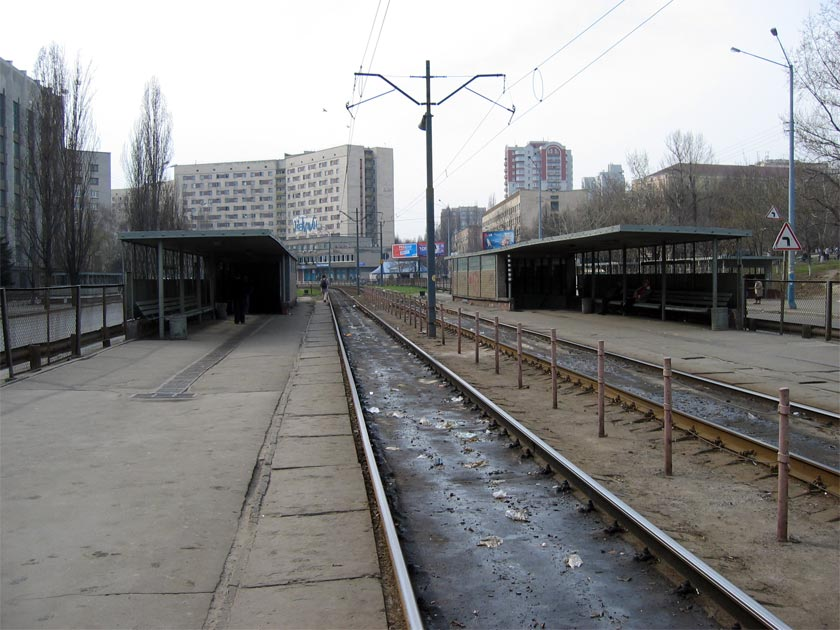
Станция до реконструкции, 2005
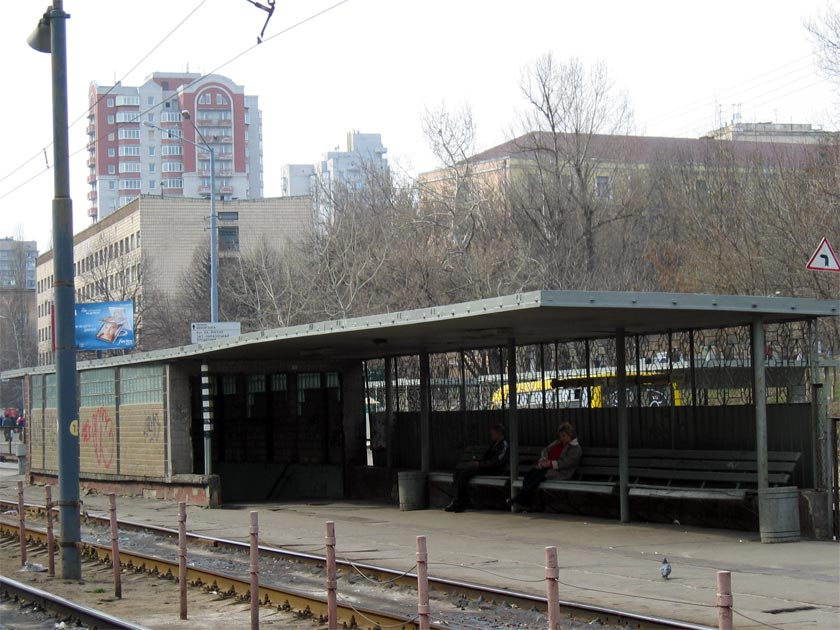
Посадочная платформа, 2005
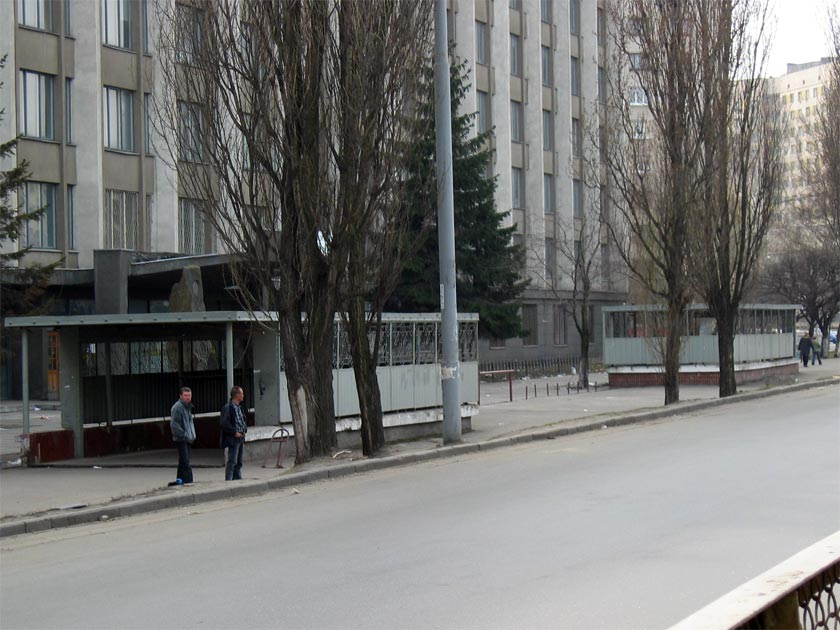
Выходы со станции
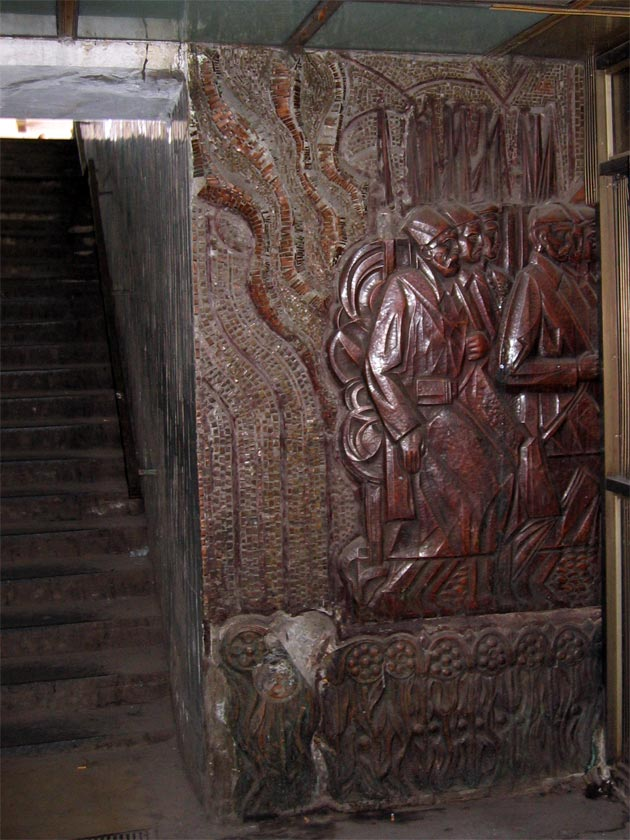
Фрагмент рельефа в подземном переходе, 2005
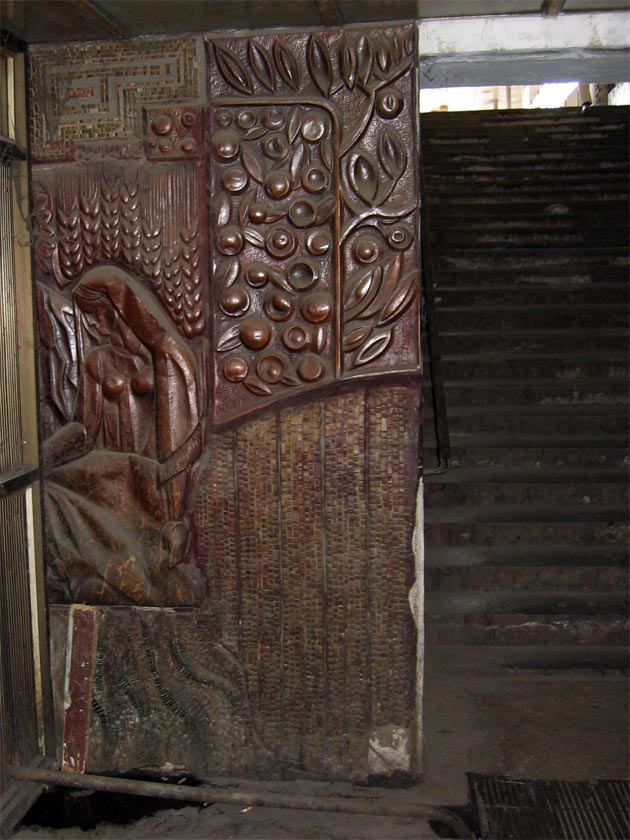
Фрагмент рельефа в подземном переходе, 2005